# RBS TV
Le RBS TV est un réseau régional de télévision brésilien basé à Porto Alegre. Il est affilié à Rede Globo.

## Poursuites contre la situation d'oligopole du Grupo RBS
En 2008, le Ministère Public Fédéral (MPF) brésilien à l'état de Santa Catarina a intenté une Action Civile Publique (procès nº. 2008.72.00.014043-5) contre l'oligopole de l'entreprise Rede Brasil Sul (RBS) au sud du Brésil. Le MPF demande à l'entreprise, parmi d'autres mesures, la réduction du nombre de stations de télévision et radio à Santa Catarina (SC) et au Rio Grande do Sul (RS), pour que l'entreprise soit en accord avec la loi brésilienne; ainsi que l'annulation du rachat du journal A Notícia, de Joinville, réalisé en 2006 et qui a entraîné la constitution d'un monopole parmi les journaux les plus importants de l'État de Santa Catarina. 
En 2009, le procureur de la République à Canoas (RS), Pedro Antonio Roso, a sollicité au président du Grupo RBS, Nelson Pacheco Sirotsky, parmi d'autres renseignements, le nombre de véhicules de télévision et radio détenus par l'entreprise au Rio Grande do Sul , "ainsi que ses stations de transmission et retransmission affiliées". La réquisition fait partie d'une procédure instaurée par le Ministère Public Fédéral pour "faire une enquête sur la possible occurrence de pratique de monopole et des irrégularités sur concessions de radio et télévision par la part du Grupo RBS au Rio Grande do Sul".